# Filosofia grega clássica
Filosofia grega clássica, em seu sentido estrito, refere-se à filosofia antiga, particularmente à tradição ocidental baseada na filosofia grega antiga. Em seu sentido amplo, inclui também a filosofia medieval, a filosofia renascentista, a filosofia do século XVII e o iluminismo. Ou seja, se refere ao período da filosofia que precede a especialização e profissionalização do conhecimento humano em disciplinas científicas independentes que se seguiu à revolução industrial. Este período é marcado pelo amadurecimento da filosofia para uma forma mais estruturada e pelos desenvolvimentos em ética e politica, que estavam praticamente ausentes nos pré-socráticos.
Na história da filosofia este período é compreendido como estando entre os pré-socráticos e pós-socráticos, embora o uso de tempo para esta denominação não seja totalmente adequado, uma vez que muitos filósofos pré-socráticos foram, na verdade, contemporâneos de Sócrates. A divisão trata mais do estilo de fazer filosofia e da relevância dos três autores que compõe o período clássico, Sócrates, Platão e Aristóteles.